# Erika Miklósa

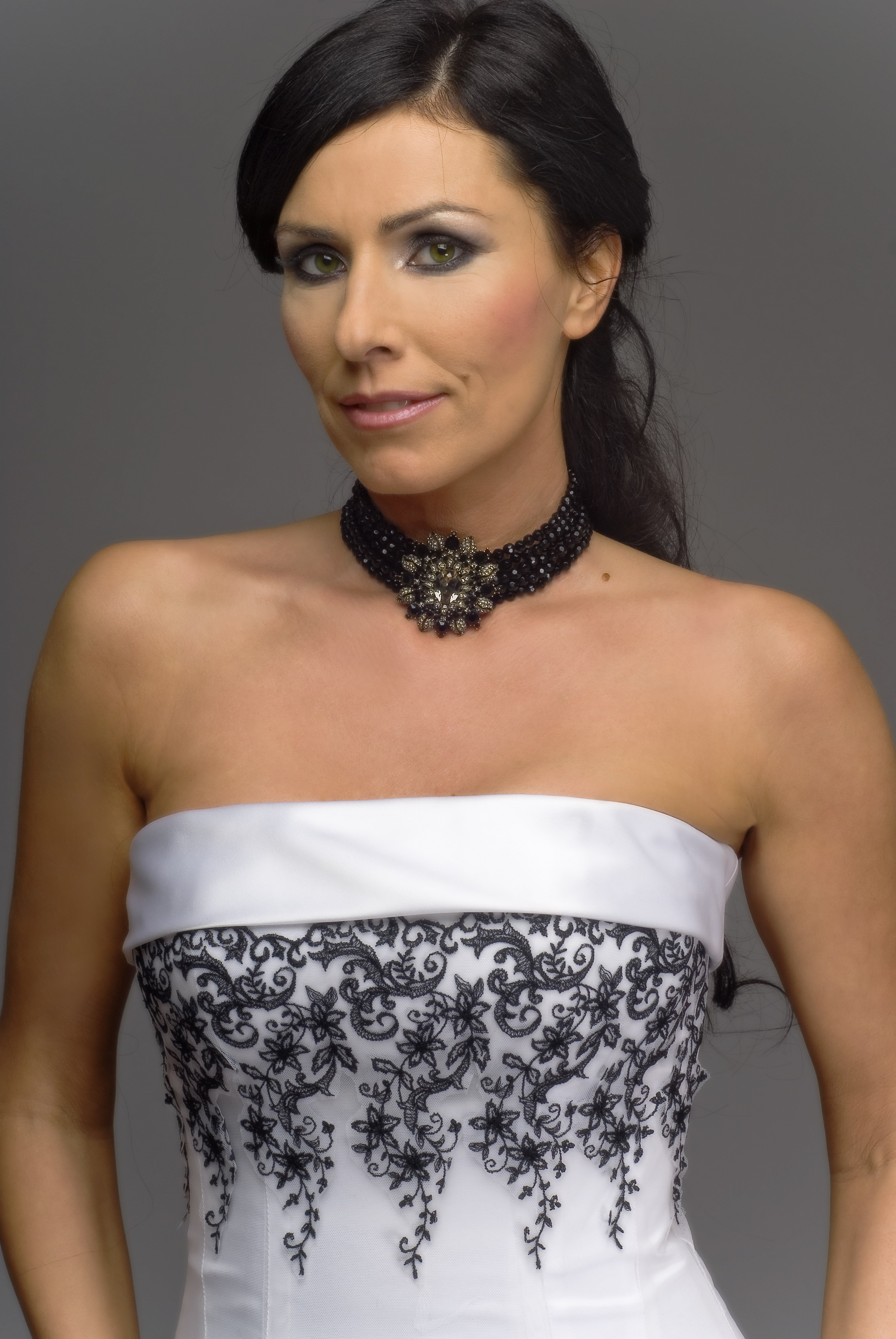
Erika Miklosa

Erika Miklósa (* 9. Juni 1970 in Kiskunhalas) ist eine ungarische Koloratursopranistin.

## Leben
Miklósa wurde am  Franz-Liszt-Konservatorium in Szeged, an der Academy of Vocal Arts in Philadelphia und am Teatro alla Scala in Mailand als Sängerin ausgebildet.
1991 wurde sie an der ungarischen Staatsoper als Solistin engagiert. Sie ist vor allem als Interpretin der Partie der Königin der Nacht in Mozarts Die Zauberflöte bekannt. 2004 debütierte sie auch an der Metropolitan Opera in dieser Rolle.
Miklósa wurde ungarische Juniormeisterin im Hochsprung. Ein Unfall verhinderte jedoch eine weitere Karriere.

## Diskografie (Auswahl)
- Die Zauberflöte (Gesamtaufnahme)
- Die Zauberflöte (Querschnitt)
- Alternadiva